# Maud Green
Maud Green (Northamptonshire, 1492. április 6. – 1531. december 1.)
Parr Katalin angol királyné édesanyja, VIII. Henrik, majd pedig Thomas Seymour anyósa. 1492. április 6-án jött világra, az angliai Northamptonshire-ben, Sir Thomas Green és Joan Fogge két leánya közül a másodikként. Egy nővére volt, Anne, aki 1489 körül születhetett.
Apai nagyszülei: Sir Thomas de Greene és Matilda Throckmorton
Anyai nagyszülei: Sir John Fogge és Alice Haute (Elizabeth Woodville angol királyné elsőfokú unokatestvére)
Édesanyja korán elhunyt, mikor Maud még csak csecsemő volt. Maud és nővére megosztva voltak apjuk vagyonának majdani örökösnői.
Állítólag Maud egy 16. századi nő csekély iskolázottságával ellentétben igen intelligens hölgy volt (folyékonyan megtanult franciául is), talán ez a remek tulajdonsága, valamint előkelő felmenői juttatták be őt a királyi udvarhoz, ahol 1509 nyarán az újdonsült királyné, Aragóniai Katalin egyik udvarhölgyévé nevezték ki. Az évek során bizalmasa és barátnője lett Katalinnak, aki eleinte kétségbeesetten próbálta magát elfogadtatni az angolok körében, ugyanis az udvarnál csak kevés ember rokonszenvezett vele, spanyol származása miatt. Hálából Katalin elkezdte szívén viselni egy iskola létrehozását a királyi udvarban, ahol gondoskodott közeli barátai leányainak megfelelő szintű taníttatásáról. Maud a Catherine, vagyis a Katalin keresztnevet adta első gyermekének, a királyné iránti tiszteletből, aki a kislány keresztanyja lett.
1508-ban, a körülbelül 16 éves Maud nőül ment a 25 éves Sir Thomas Parr-hoz, Northamptonshire bírójához, akinek három gyermeket szült házasságuk kilenc éve alatt:
- Catherine (1512-1548. szeptember 5.), első férje 1529 és 1533 áprilisa között Sir Edward Burgh volt, tőle nem született gyermeke, második hitvese John Neville lett 1534 nyarától 1543. március 2-ig, de gyermek ebből a frigyből sem született, harmadjára maga VIII. Henrik hatodik felesége lett 1543. július 12. és 1547. január 28. között, gyermeket neki sem szült, ezután még egyszer, utoljára oltár elé állt, ezúttal Thomas Seymour lett a férje 1547. április 4. és 1548. szeptember 5. között, akitől végre gyermeke született, akit Mary-nek neveztek el. Catherine gyermekágyi lázban halt meg, hat nappal a szülés után.
- William (1513. augusztus 14 - 1571. október 28.), ő háromszor nősült, első felesége Anne Bourchier volt 1527. február 9-től 1543. április 17-ig, frigyük válással végződött, közös gyermekük nem lett, második hitvese Elizabeth Brooke lett 1548 nyarától 1565. április 2-ig, aki nem szült neki gyermeket, harmadjára pedig a 22 esztendős Helena Snakenborg lett a felesége 1571 májusa és 1571. október 28. között, aki sajnos szintén nem ajándékozta meg őt örökössel.
- Anne (1515. június 15 - 1552. február 20.), ő a 37 éves William Herbert hitvese lett 1538 februárjában, akinek három gyermeket szült, két fiút (Henry és Edward) és egy leányt (Anne)

Még Catherine születése előtt Maud egy fiúgyermeknek adott életet, akinek sajnos nem maradt fenn a keresztneve. A gyermek még csecsemőként meghalt.
Maud tanította meg gyermekeit írni és olvasni, Catherine és Anne pedig a királyi udvar iskolájában latinul, franciául tanultak, valamint filozófiát és teológiát is oktattak nekik. Maud férje észak-angliai birtokok örököse volt, s a Parr család tulajdonában volt többek között a westmorland-i Kendal Kastély is, de a család állandó rezidenciája London belvárosában volt, hogy minél közelebb lehessenek a királyi udvarhoz.
1517-ben Maud ismét várandós lett, de valószínű, hogy elvetélt vagy halott csecsemőt szült, esetleg a gyermek, kinek nemét sajnos nem tudni, még csecsemőként meghalt.
Maud 1517. november 11-én, 25 évesen megözvegyült, magára maradt három kisgyermekével. Férje mindössze 34 évet élt, az ún. izzadásos betegség vitte el. Az asszony többé nem akart férjhez menni, ám a későbbiekben előszeretettel rendezte el gyermekei minél előnyösebb házasságait.
Maud 1531. december 1-jén, 39 évesen hunyt el. Már nem lehetett tanúja unokái (Henry, Edward, Anne és Mary) születésének. (Henry körülbelül 1539-ben, Edward 1547-ben, Anne 1550-ben, Mary pedig 1548. augusztus 30-án született.)
Férje mellett helyezték végső nyugalomra, a londoni Blackfriars Templomban.